# سیمون آیوکولانو
سیمون آیوکولانو (انگلیسی: Simone Iocolano؛ زادهٔ ۱۷ اکتبر ۱۹۸۹) بازیکن فوتبال است.
از باشگاه‌هایی که در آن بازی کرده‌است می‌توان به باشگاه فوتبال آلساندریا اشاره کرد.